# Quicken Interchange Format
Das Quicken Interchange Format (QIF) ist eine offene Spezifikation um Finanzdaten in Dateien abspeichern zu können. 

## Beschreibung
Eine QIF-Datei hat folgende, typische Struktur:
!Type: type identifier string

[single character line code] Literal String Data 

...

^

[single character line code] Literal String Data 

...

^

Jeder Eintrag endet mit ^ (Exponentialzeichen). Alle Daten werden als ASCII-Zeichenkette in der Datei abgelegt, deshalb können QIF-Dateien mit einem einfachen Text-Editor betrachtet (oder bearbeitet) werden.
Das QIF-Format ist älter als das Open Financial Exchange Format (OFX).
Das fehlende Feature, importierte Transaktionen mit den aktuellen Kontenbuchungen abgleichen zu können, ist die Hauptschwäche von QIF. Es ist das Standard-Dateiformat vieler Banken, um Kontoauszüge exportieren zu können. Die meisten Homebanking-Software-Produkte unterstützen QIF als Import-Format, z. B. Microsoft Money, Intuit Quicken oder die freien GnuCash und Grisbi.